# Porezen, Tolmin
Porezen este o localitate din comuna Tolmin, Slovenia, cu o populație de 8 locuitori.